# Ambrosiaster

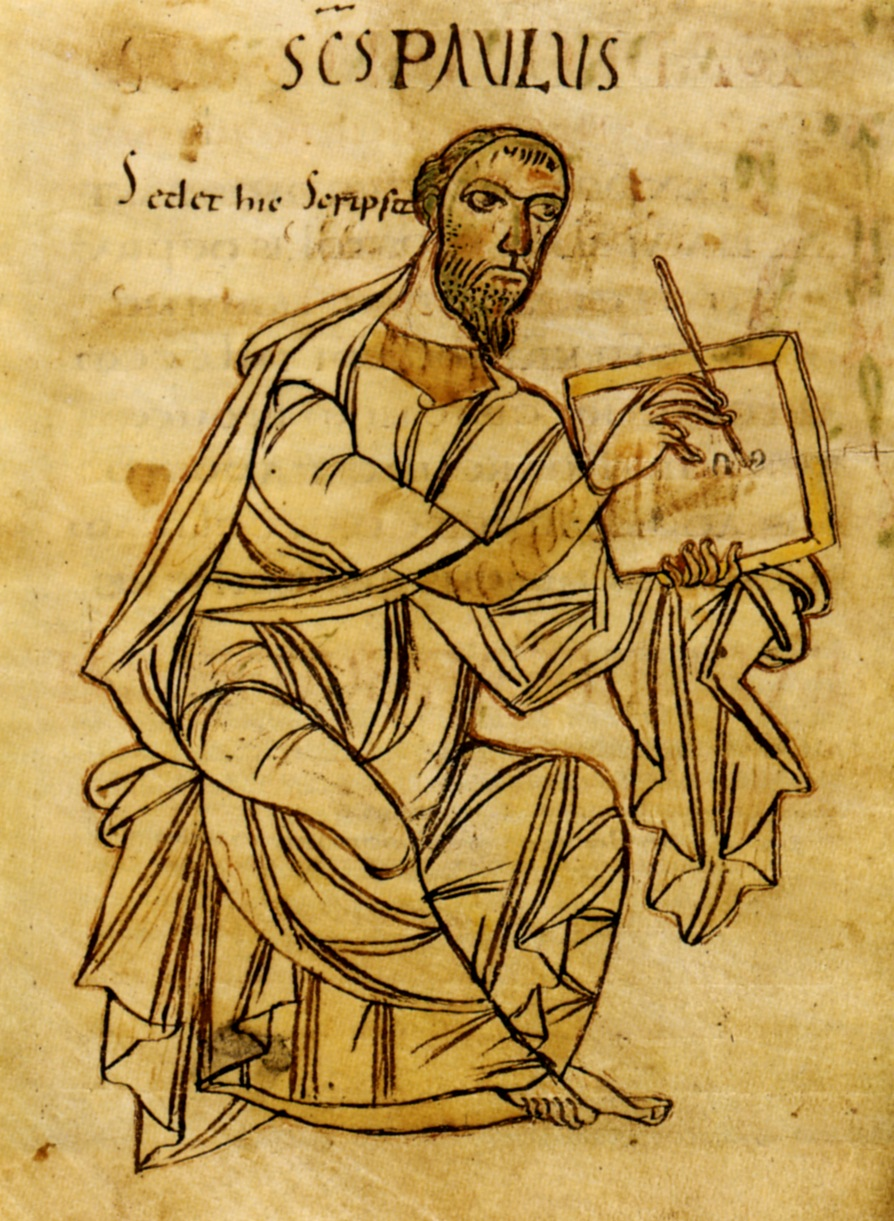
Sint Paulus aan het schrijven.

Ambrosiaster is de naam die wordt gegeven aan de auteur van een commentaar op de brieven van Paulus, "van weinig woorden maar gewichtig van inhoud" en van grote waarde voor de studie van de Latijnse tekst van het Nieuwe Testament. Dit commentaar werd onterecht lange tijd toegeschreven aan Ambrosius van Milaan.

## Historie
Het commentaar op de brieven van Paulus is geschreven tijdens het pausdom van Paus Damasus I, dus tussen 366 en 384, en wordt beschouwd als een belangrijke versie van de Latijnse tekst van de werken van Paulus van de periode voordat Hiëronymus zijn Vulgaat vervaardigde en van de interpretatie van Paulus van voor Augustinus van Hippo.
In 1527 twijfelde Desiderius Erasmus aan de juistheid het werk aan Ambrosius toe te schrijven en sindsdien wordt de auteur gewoonlijk "Ambrosiaster" genoemd of "pseudo-Ambrosius". Omdat Augustinus delen van het commentaar op Romeinen citeert als van "Sanctus Hilarius" wordt door verschillende Bijbelgeleerden naar hem verwezen als Hilarius. Germain Morin gaf de discussie over de identiteit in 1899 een nieuwe wending door te opperen dat de schrijver Isaäk was, een bekeerde Jood en schrijver van een traktaat over de Drie-eenheid en de incarnatie, die in 378-380 naar Spanje werd verbannen en daar weer terugkeerde tot het Judaïsme; daarna verliet hij deze theorie ten gunste van het auteurschap van Decimus Hilarianus Hilarius, proconsul van Africa in 377. Alexander Souter steunt deze theorie. Er is bijna niets te zeggen vóór de mogelijkheid dat Ambrosius het boek geschreven heeft in de periode voordat hij bisschop werd en er later aan verder werkte, waarbij hij opmerkingen van Hilarius van Poitiers over Romeinen incorporeerde. Het beste pleidooi dat Ambrosius de schrijver zou zijn, kan worden gevonden in de uitgave van P.A. Ballerini van zijn vaders werken.
Diverse andere, kleinere werken zijn aan dezelfde auteur toegeschreven. Zo is er de Quaestiones Veteris et Novi Testamenti, die traditioneel vroeger werden toegeschreven aan Augustinus, maar waarvan de meeste geleerden nu ook van mening zijn dat het een werk is van Ambrosiaster.

### Teksten
- Heinrich Joseph Vogels, Vinzenz Bulhart, and Rudolf Hanslik. 1966. Ambrosiastri qui dicitur Commentarius in Epistulas Paulinas. Corpus scriptorum ecclesiasticorum Latinorum vol. 81, pt. 1-3. Vindobonae: Hoelder-Pichler-Tempsky.
- Isaac Judaeus, Isacis Judaei Quae supersunt, ed. A. Hoste, CCL 9 (Turnhout: Brepols, 1957), pp. 331–48. De vragen werden in deze periode toegeschreven aan Isaäk de Jood, maar nu aan Ambrosiaster.

### Wetenschappelijke publicaties
- Moreschini, Claudio, and Enrico Norelli. 2005 "Ambrosiaster", in Early Christian Greek and Latin Literature: A Literary History. Peabody, Mass: Hendrickson Publishers. vol. 2, blz. 296-98.
- Mundle, Wilhelm. 1919. Die Exegese der paulinischen Briefe im Kommentar des Ambrosiaster.
- Dietrich Traugott von Queis en Augustinus. 1972. Ambrosiaster: Quaestiones Veteris et Novi Testamenti. Quaestio 115: De fato. Basel.
- Rockliffe, S. 2007. Ambrosiaster's Political Theology. Oxford.
- Souter, Alexander. 1905. A study of Ambrosiaster. Cambridge [Eng.]: The University Press.
- Souter, Alexander. 1927. The earliest Latin commentaries on the Epistles of St. Paul; a study. Oxford: Clarendon Press.